# Pseudodontodynerus brittoni
Pseudodontodynerus brittoni är en stekelart som först beskrevs av Giordani Soika 1957.  Pseudodontodynerus brittoni ingår i släktet Pseudodontodynerus och familjen Eumenidae. Inga underarter finns listade i Catalogue of Life.